# Jaświły (village)
Pour les articles homonymes, voir Jaświły.
Jaświły est un village polonais de la voïvodie de Podlachie et du powiat de Mońki. Il est le siège de la gmina de Jaświły et comptait environ 580 habitants en 2006.